# 데시레이 판 륀테런
데시레이 판 륀테런(네덜란드어: Desiree van Lunteren, 1992년 12월 30일 ~ )은 네덜란드의 여자 축구 선수이다. 포지션은 미드필더이며, 현재 독일 프라우엔-분데스리가의 SC 프라이부르크에서 활동하고 있으며, 네덜란드 여자 축구 국가대표팀에서는 수비수로 활약한다.

## 클럽 경력
2009년부터 에레디비시 프라우언 소속 클럽인 AZ 알크마르와 텔스타 소속으로 뛰었으며 2012년부터 2018년까지 AFC 아약스 소속으로 뛰었다. 2018년에 독일 프라우엔-분데스리가 소속 클럽인 SC 프라이부르크로 이적했다.

## 국가대표 경력
2012년 2월 15일에 열린 프랑스와의 친선 경기에서 데뷔했으며 UEFA 여자 유로 2013, 2015년 FIFA 여자 월드컵에 참가했다. 네덜란드에서 개최된 UEFA 여자 유로 2017에서는 전체 6경기 가운데 5경기에 출전하여 네덜란드의 우승에 기여했다.

## 수상

### 클럽
AZ 알크마르
- 에레디비시 프라우언 1회 우승 (2009-10)
- KNVB 여자컵 1회 우승 (2010-11)

AFC 아약스
- 에레디비시 프라우언 2회 우승 (2016-17, 2017-18)
- KNVB 여자컵 3회 우승 (2013-14, 2016-17, 2017-18)

### 국가대표
- UEFA 여자 유로 2017 우승
- 2019년 FIFA 여자 월드컵 준우승